# Domenico Ferrabosco
Pour les articles homonymes, voir Ferrabosco.
Œuvres principales
D'il Ferabosco il primo libro de' madrigali a quatro voci (publié à Venise en 1542)
Domenico Maria Ferrabosco (ou (Ferabosco) (Bologne, le 14 février 1513 - Bologne en février 1574) est un compositeur et chanteur italien de la Renaissance. Ce musicien est l'aîné d'une grande famille de notables de Bologne. Il a passé sa carrière à la fois à Bologne et à Rome. La musique qui nous est parvenue, est surtout vocale, composée de madrigaux et de motets. Le musicologue Alfred Einstein a comparé favorablement ses madrigaux à ceux de son célèbre contemporain Cyprien de Rore. Domenico Ferrabosco est le père de Alfonso Ferrabosco l'ancien, aussi compositeur.

## Biographie

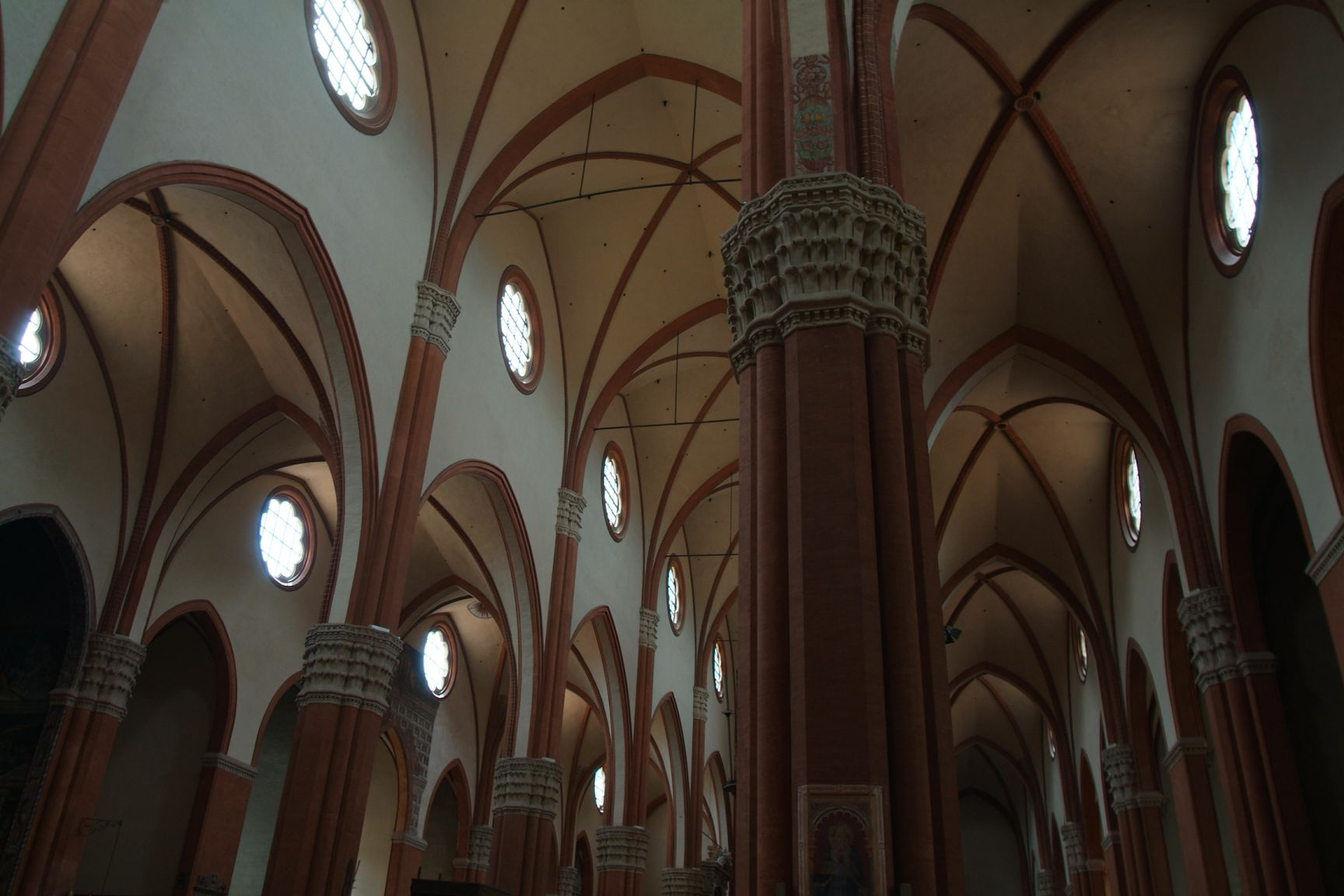
Intérieur de la basilique San Petronio à Bologne, où Ferrabosco a été chanteur et plus tard chef de chœur.

Né à Bologne, Domenico est l'un des quatre fils d'Annibale Ferrabosco. Ils étaient tous membres d'une famille bolonaise distinguée dont l'arbre généalogique remonte au milieu du XVe siècle. Domenico est le premier d'une famille connue de musiciens.  On sait peu de choses sur son enfance. Il chantait à la cathédrale de San Petronio, et en 1540, grâce à ses diverses activités musicales, il avait établi une réputation suffisante pour que les fonctionnaires de la ville lui accordent un salaire afin de superviser les musiciens du palais.
De temps en temps, dans les années 1540, il s'est rendu à Rome, et il est devenu « magister puerorum » (directeur de la chorale d'enfants) pour la Cappella Giulia en 1546. Cependant, en raison d'obligations familiales, il est retourné à Bologne en 1547, et est devenu en 1548 « maestro di cappella » (chef de chœur) à San Petronio, l'église où il avait déjà été chanteur. Le Sénat de Bologne lui a également accordé le poste (sans rapport avec la musique) de « Regulator et scriba campionis creditorum Montis portarum ». Il est retourné à Rome en 1550, où il a été désigné pour être cantore pontificio (chanteur dans la chapelle papale) le 27 novembre, mais il n'a pas commencé l'exercice de ses  fonctions à ce poste avant avril 1551. Palestrina était l'un des autres compositeurs et chanteurs qui travaillaient pour les principales chapelles romaines à cette époque. Tous deux, ainsi que tous les autres chanteurs mariés, ont été démis de leurs fonctions, sans pension, en septembre 1555, en vertu d'un édit du nouveau pape Paul IV, qui avait décidé de faire appliquer la règle du célibat pour ses musiciens plus strictement que ne l'avaient fait ses prédécesseurs. Ferrabosco n'est probablement pas revenu à Bologne après cela, mais est allé à Paris avec sa famille, où trois de ses fils - dont Alfonso, qui allait devenir un musicien de renom en Angleterre beaucoup plus tard - reçurent le patronage de l'influent cardinal de Lorraine, Charles de Guise.
En 1570, Ferrabosco était de retour à Bologne pour organiser sa succession. Son poste de scribe du Sénat a été transmis à son fils aîné, et il a rédigé son testament, qui est daté de 1573. Il est décédé en février 1574 à Bologne. À cette époque, son fils le plus célèbre, Alfonso, avait établi sa propre réputation en Angleterre.

## Musique
Ferrabosco a publié un seul livre de ses œuvres, une grande collection de 45 madrigaux à quatre voix en 1542 (édité par Antonio Gardano à Venise). Ils étaient semblables par leur style aux premiers madrigaux de Jacques Arcadelt, Philippe Verdelot, et Costanzo Festa.